# Магдалена фон Валдек
Магдалена фон Валдек (на немски: Magdalene von Waldeck; * 9 септември 1558, Аролзен, Хесен; † август или 9 септември 1599, Идщайн) е графиня от Валдек и чрез женитби графиня на Ханау-Мюнценберг и Насау-Зиген.

## Живот
Тя е дъщеря на граф Филип IV фон Валдек (1493 – 1574) и третата му съпруга му Юта фон Изенбург-Гренцау († 1564), дъщеря на Салентин VII фон Изенбург († 1534) и Елизабет Фогт фон Хунолщайн-Ноймаген († 1536/1538).
На 2 или 6 февруари 1576 г. Магдалена се омъжва за граф Филип Лудвиг I фон Ханау-Мюнценберг (1553 – 1580). Филип Лудвиг I умира внезапно на 4 февруари 1580 г.
На 9 декември 1581 г. Магдалена се омъжва в дворец Диленбург за граф Йохан VII фон Насау-Зиген (1561 – 1623). Те отиват да живеят в Диленбург и тя взема със себе си двете си още живи деца от първия ѝ брак.
След нейната смърт през август 1599 г. Йохан се жени на 27 август 1603 г. за принцеса Марагрета фон Шлезвиг-Холщайн-Зондербург-Пльон (1583 – 1658).

## Деца
Магдалена и Филип Лудвиг I фон Ханау-Мюнценберг имат децата:
- Филип Лудвиг II (1576 – 1612)
- Юлиана (* 13 октомври 1577, † 2 декември 1577)
- Вилхелм (* 26 август 1578, † 14 юни 1579)
- Албрехт фон Ханау-Мюнценберг (1579 – 1635)

Магдалена и Йохан VII фон Насау-Зиген имат децата:
- Йохан Ернст (* 21 октомври 1582; † 17 септември 1617, Удине), венециански генерал във войната във Фриули
- Йохан VIII (* 1583; † 1638), Млади
- Елизабет (* 1584; † 1661), ∞ граф Христиан фон Валдек
- Адолф (* 1586; † 1608)
- Юлиана (* 1587; † 1643), ∞ Мориц фон Хесен-Касел
- Анна Мария (* 1589; † 1620), ∞ граф Йохан Адолф фон Даун-Фалкенщайн (* 1582; † 1623)
- Йохан Албрехт (* 1590; † 1593)
- Вилхелм (* 13 август 1592; † 18 юли 1642), ∞ Христина цу Ербах (* 1596; † 1646)
- Анна Йохана (* 1594; † 1636), ∞ Йохан Волферт ван Бредероде (* 1599; † 1655)
- Фридрих Лудвиг (* 1595; † 1600)
- Магдалена (* 8 август 1596; † 19 декември 1661), ∞ I) август 1631 за фрайхер Бернхард Мориц фон Оейнхаузен (* 1602; † 1632), ∞ II) 25 август 1642 за Филип Вилхелм фон Инхаузен и Книпхаузен (* 1591; † 1652)
- Йохан Фридрих (1597)